# Eurytellina trinitatis
Eurytellina trinitatis is een tweekleppigensoort uit de familie van de Tellinidae. De wetenschappelijke naam van de soort is voor het eerst geldig gepubliceerd in 1929 door Tomlin.